# 24-Stunden-Rennen auf dem Nürburgring 2024

Streckenführung für das 24-Stunden-Rennen ab 1995

Das 52. 24-Stunden-Rennen auf dem Nürburgring fand vom 1. auf den 2. Juni 2024 auf dem Nürburgring statt.

## Rennverlauf
Aufgrund von schlechten Sichtverhältnissen durch Nebel und einigen Unfällen wurde das Rennen am Samstagabend um 23:22 Uhr unterbrochen und sollte zunächst am Sonntag um 7:00 Uhr fortgesetzt werden. Nach anhaltendem Nebel wurde das Rennen jedoch erst am Nachmittag um 13:30 Uhr mit 5 Einführungsrunden fortgesetzt. Aufgrund der nicht zu erwartenden Wetterbesserung wurde das Rennen schließlich gegen 15:00 Uhr, ohne erneuten Re-Start beendet.

## Ergebnisse

### Schlussklassement
| Pos. | Klasse      | Nr. | Team                              | Fahrer                                                               | Fahrzeug                      | Runden |
| ---- | ----------- | --- | --------------------------------- | -------------------------------------------------------------------- | ----------------------------- | ------ |
| 1    | SP9 Pro     | 16  | Scherer Sport PHX                 | Ricardo Feller Dennis Marschall Christopher Mies Frank Stippler      | Audi R8 LMS Evo II            | 50     |
| 2    | SP9 Pro     | 911 | Manthey EMA                       | Kévin Estre Ayhancan Güven Thomas Preining Laurens Vanthoor          | Porsche 911 GT3 R (992)       | 50     |
| 3    | SP9 Pro     | 72  | BMW M Team RMG                    | Daniel Harper Max Hesse Charles Weerts                               | BMW M4 GT3 (G82)              | 50     |
| 4    | SP9 Pro     | 4   | Mercedes-AMG Team HRT             | Maximilian Götz Daniel Juncadella Luca Stolz                         | Mercedes-AMG GT3 Evo          | 50     |
| 5    | SP9 Pro     | 27  | Red Bull Team Abt                 | Marco Mapelli Jordan Pepper Kelvin van der Linde                     | Lamborghini Huracán GT3 Evo 2 | 50     |
| 6    | SP9 Pro     | 33  | Falken Motorsports                | Julien Andlauer Klaus Bachler Sven Müller Alessio Picariello         | Porsche 911 GT3 R (992)       | 50     |
| 7    | SP9 Pro     | 98  | Rowe Racing                       | Augusto Farfus Raffaele Marciello Maxime Martin Marco Wittmann       | BMW M4 GT3 (G82)              | 50     |
| 8    | SP9 Pro     | 15  | Scherer Sport PHX                 | Ricardo Feller Christopher Haase Frédéric Vervisch Markus Winkelhock | Audi R8 LMS Evo II            | 50     |
| 9    | SP9 Pro-Am  | 24  | Lionspeed GP                      | Antares Au Indy Dontje Patrick Kolb Patric Niederhauser              | Porsche 911 GT3 R (992)       | 50     |
| 10   | SP9 Pro     | 44  | Falken Motorsports                | Joel Eriksson Tim Heinemann Nico Menzel Martin Ragginger             | Porsche 911 GT3 R (992)       | 50     |
| 11   | SP9 Pro     | 3   | Mercedes-AMG Team Bilstein by HRT | Michele Beretta Frank Bird Arjun Maini Jusuf Owega                   | Mercedes-AMG GT3 Evo          | 50     |
| 12   | SP9 Pro     | 1   | Frikadelli Racing Team            | Felipe Fernández Laser Daniel Keilwitz Luca Ludwig Nicolás Varrone   | Ferrari 296 GT3               | 50     |
| 13   | SP9 Pro     | 54  | Dinamic GT                        | Bastian Buus Marvin Dienst Marco Holzer Marco Seefried               | Porsche 911 GT3 R (992)       | 50     |
| 14   | SP9 Pro-Am  | 11  | Schnitzelalm Racing               | Jay Mo Härtling Kenneth Heyer Marcel Marchewicz                      | Mercedes-AMG GT3 Evo          | 49     |
| 15   | SP9 Pro-Am  | 7   | Konrad Motorsport                 | Colin Caresani Torsten Kratz Maximilian Paul Danny Soufi             | Lamborghini Huracán GT3 Evo   | 49     |
| 16   | SP9 Pro     | 5   | Herberth Motorsport               | Matt Campbell Vincent Kolb Dennis Olsen Robert Renauer               | Porsche 911 GT3 R (992)       | 49     |
| 17   | SP 9 Pro-Am | 71  | Juta Racing                       | Elia Erhart Pierre Kaffer Alexey Veremenko "Selv"                    | Audi R8 LMS Evo II            | 49     |
| 18   | SP 9 Pro-Am | 6   | Team Advan x HRT                  | Ralf Aron Dennis Fetzer Hubert Haupt Salman Owega                    | Mercedes-AMG GT3 Evo          | 49     |

## Streckenführung
Seit dem Umbau der Strecke im Jahr 1983 wurde das 24-Stunden-Rennen am Nürburgring ab 1984 auf einer Kombination aus Nordschleife und Grand-Prix-Strecke ausgetragen. Ab 1995 wurde zusätzlich die neue Veedol-Schikane in die Streckenführung integriert.